# 乌鲁木齐市人民政府
乌鲁木齐市人民政府（維吾爾語：ئۈرۈمچى شەھەرلىك خەلق ھۆكۈمىتى‎），是中华人民共和国新疆维吾尔自治区乌鲁木齐市的地方国家行政机关，成立于1949年12月17日，1954年“迪化市”改名为“乌鲁木齐市”之前称“迪化市人民政府”。

## 职权
根据《中华人民共和国地方各级人民代表大会和地方各级人民政府组织法》第七十三条，县级以上的地方各级人民政府行使下列职权：
1. 执行本级人民代表大会及其常务委员会的决议，以及上级国家行政机关的决定和命令，规定行政措施，发布决定和命令；
2. 领导所属各工作部门和下级人民政府的工作；
3. 改变或者撤销所属各工作部门的不适当的命令、指示和下级人民政府的不适当的决定、命令；
4. 依照法律的规定任免、培训、考核和奖惩国家行政机关工作人员；
5. 编制和执行国民经济和社会发展规划纲要、计划和预算，管理本行政区域内的经济、教育、科学、文化、卫生、体育、城乡建设等事业和生态环境保护、自然资源、财政、民政、社会保障、公安、民族事务、司法行政、人口与计划生育等行政工作；
6. 保护社会主义的全民所有的财产和劳动群众集体所有的财产，保护公民私人所有的合法财产，维护社会秩序，保障公民的人身权利、民主权利和其他权利；
7. 履行国有资产管理职责；
8. 保护各种经济组织的合法权益；
9. 铸牢中华民族共同体意识，促进各民族广泛交往交流交融，保障少数民族的合法权利和利益，保障少数民族保持或者改革自己的风俗习惯的自由，帮助本行政区域内的民族自治地方依照宪法和法律实行区域自治，帮助各少数民族发展政治、经济和文化的建设事业；
10. 保障宪法和法律赋予妇女的男女平等、同工同酬和婚姻自由等各项权利；
11. 办理上级国家行政机关交办的其他事项。

## 机构组成

### 组成部门
- 乌鲁木齐市发展和改革委员会（加挂市粮食和物资储备局牌子）
- 乌鲁木齐市教育局
- 乌鲁木齐市科学技术局
- 乌鲁木齐市工业和信息化局
- 乌鲁木齐市公安局
- 乌鲁木齐市民政局
- 乌鲁木齐市司法局
- 乌鲁木齐市财政局
- 乌鲁木齐市人力资源和社会保障局
- 乌鲁木齐市自然资源局
- 乌鲁木齐市生态环境局
- 乌鲁木齐市住房和城乡建设局
- 乌鲁木齐市城市管理局
- 乌鲁木齐市水务局
- 乌鲁木齐市农业农村局（加挂乌鲁木齐市乡村振兴局牌子）
- 乌鲁木齐市商务局
- 乌鲁木齐市文化广播电视和旅游局（加挂市文物局牌子）
- 乌鲁木齐市卫生健康委员会
- 乌鲁木齐市退役军人事务局
- 乌鲁木齐市应急管理局
- 乌鲁木齐市人民政府外事办公室
- 乌鲁木齐市审计局
- 乌鲁木齐市国有资产监督管理委员会
- 乌鲁木齐市市场监督管理局
- 乌鲁木齐市医疗保障局
- 乌鲁木齐市统计局
- 乌鲁木齐市交通运输局
- 乌鲁木齐市数字化发展局
- 乌鲁木齐市机关事务管理局
- 乌鲁木齐市信访局
- 乌鲁木齐市林业和草原局（加挂乌鲁木齐市园林管理局牌子）
- 乌鲁木齐市体育局
- 乌鲁木齐市国动办

### 直属其他单位
- 公积金管理中心
- 土地储备工作领导小组办公室
- 供销合作社联合社
- 乌鲁木齐市烟草专卖局